# Dieudonné Lancelot
Pour les articles homonymes, voir Lancelot (homonymie).
Dieudonné Auguste Lancelot est un lithographe, graveur et illustrateur français né à Sézanne (Marne) le 2 février 1823, et mort à Malakoff le 21 avril 1895. 
Sa fille Marcelle Renée Lancelot était sculptrice, graveuse et médailleuse.

## Biographie
Il fut élève d'Anne-François Arnaud, de Troyes, et exposa au Salon  épisodiquement, de 1853 à 1876. Il illustra des publications comme Le Tour du monde, Le Magasin pittoresque, Le Monde illustré, Les Jardins, et le Guides-Itinéraire et le Guides-Cicerone du Paris illustré, guide itinéraire pour les voyageurs (1855) avec Émile Thérond. 
Le musée de Troyes conserve une aquarelle de lui. 
Sa fille Marcelle Renée Lancelot-Croce, née à Paris en 1863 fut sculptrice et graveur en médailles.

## Envois au Salon

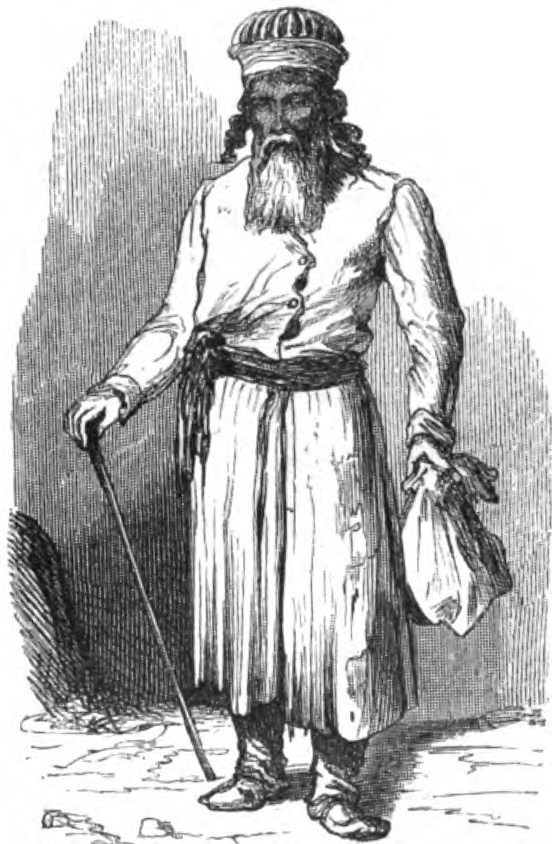
Portrait d'un juif bucarestois

- 1853, Étude d'animaux, d'après Palizzi, Paysage d'après Louis Rémy Desjobert.
- 1873, Chateau Dardemer, Église d'Ars-en-Ré eaux-fortes.
- 1876, Entrée du cimetière de Pencran eau-forte.

## Illustration d'ouvrages
- Frédéric Bernard, De Paris à Lyon et à Troyes, col. guides itinéraires, ouvrage illustré de 80 vignettes dessinées d'après nature par Lancelot, librairie de L. Hachette, Paris 1854 (intégral)